# Chapelle Notre-Dame-de-la-Croix de Marciac
La chapelle Notre-Dame-de-la-Croix de Marciac est un édifice religieux catholique située à Marciac, dans le département du Gers, en France.

## Présentation
Une première chapelle fut construite au XVIIe siècle à la suite de l'apparition de la Vierge Marie à une jeune paysanne le 14 septembre 1654,, c'est devenu plus tard un lieu de pèlerinage située au cœur d'un parc.
La nouvelle chapelle a été construite de 1874 à 1880 par l'architecte Hippolyte Durand avec un style néo-roman. Ses vitraux ont été réalisés par Antonin Léglise, maître-verrier à Auch.

## Description

### Intérieur
L'ancien maître-autel, utilisé avant le concile Vatican II lorsque le prêtre célébrait la messe dos aux fidèles, et le tabernacle sont surmontés d'une statue de la Vierge à l'Enfant.
Un nouveau maître-autel est mis en place après le Concile Vatican II, ainsi le prêtre officie face aux fidèles ; il est en bois, recouvert d'un voile.

## Galerie

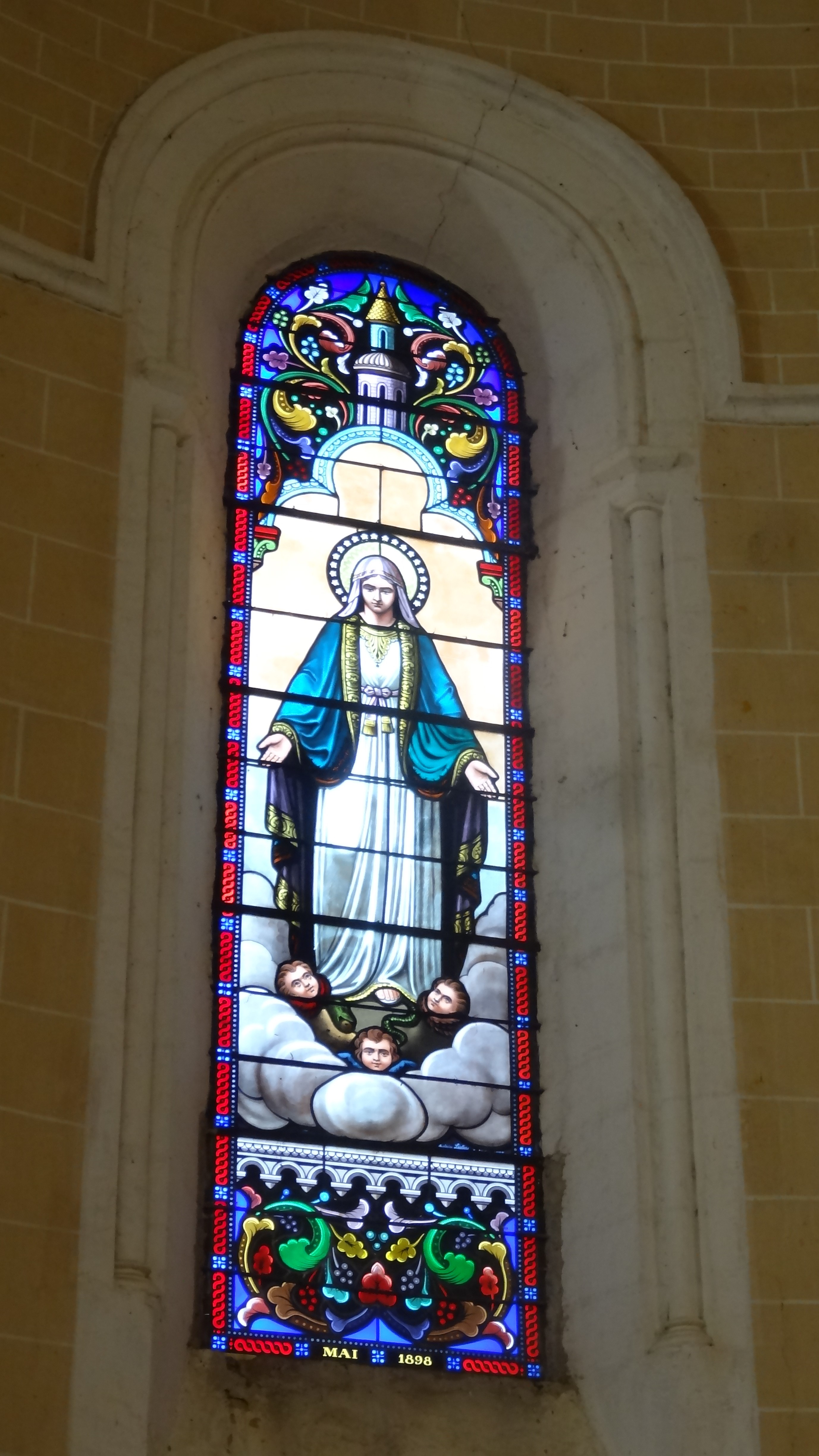
L'Immaculée Conception
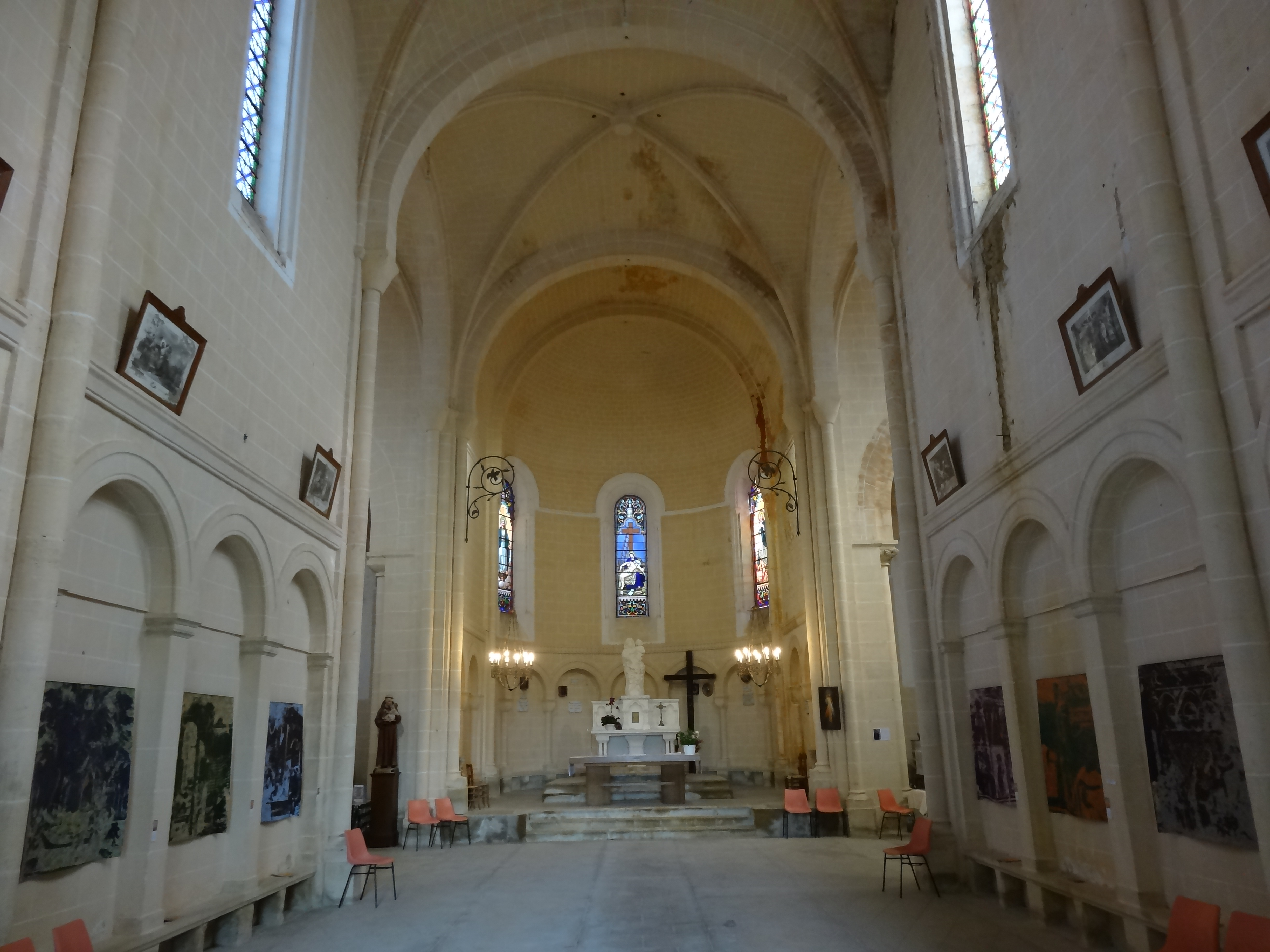
La nef et le chœur.
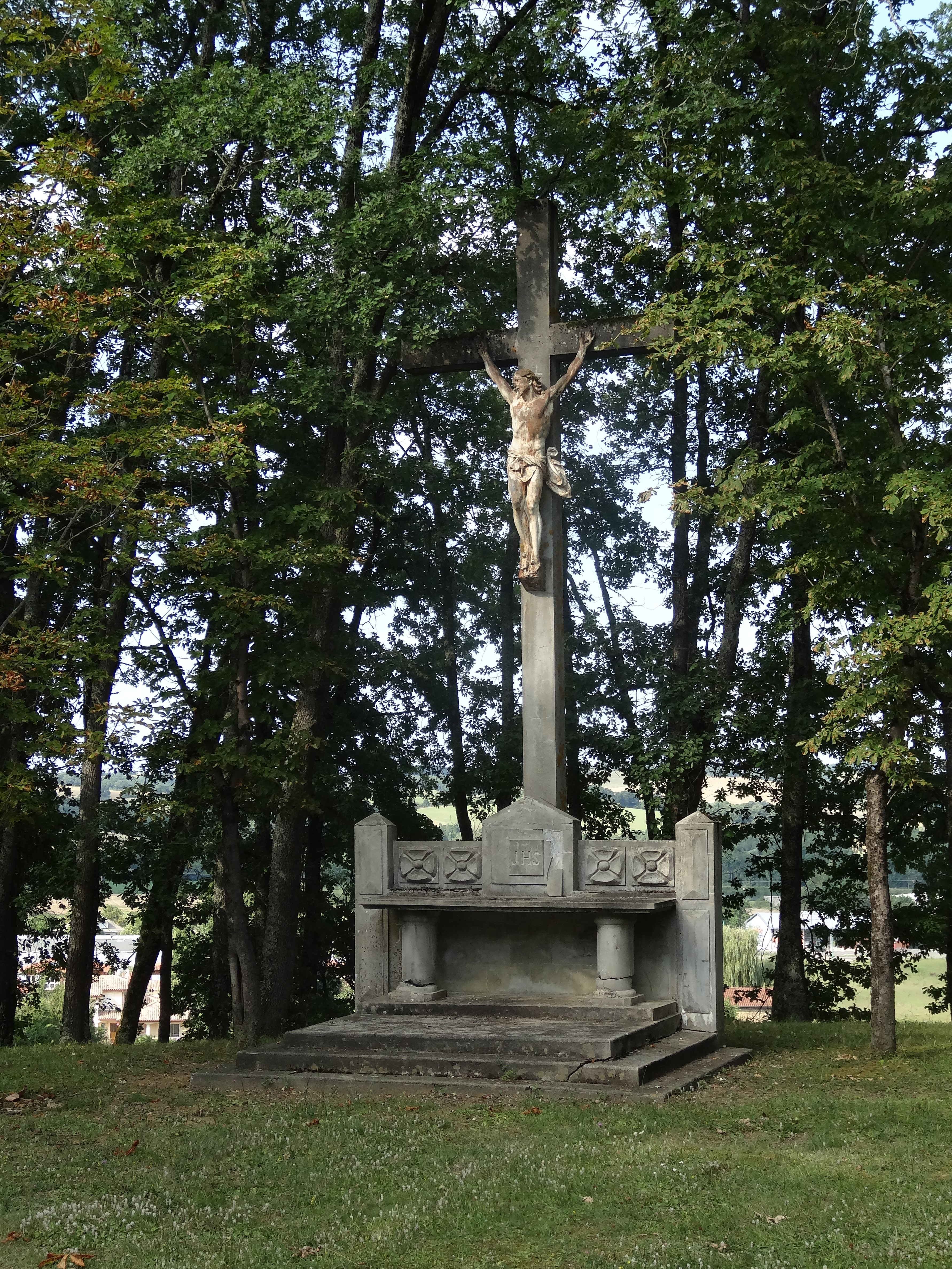
Autel extérieur avec une croix monumentale de la crucifixion